# Vibrato (álbum)
Vibrato es un álbum de estudio publicado por el guitarrista estadounidense Paul Gilbert, lanzado al mercado en 2012 por Shrapnel Records.

## Lista de canciones
| N.º | Título                              | Duración |  |
| 1.  | «Enemies (In Jail)»                 | 6:03     |  |
| 2.  | «Rain and Thunder and Lightning»    | 5:04     |  |
| 3.  | «Vibrato»                           | 3:29     |  |
| 4.  | «Put It on the Char»                | 5:33     |  |
| 5.  | «Bivalve Blues»                     | 7:43     |  |
| 6.  | «Blue Rondo a La Turk (Cover)»      | 5:38     |  |
| 7.  | «Atmosphere on the Moon»            | 5:14     |  |
| 8.  | «The Pronghorn»                     | 5:36     |  |
| 9.  | «Roundabout (Cover) [Live]»         | 9:08     |  |
| 10. | «I Want to Be Loved (Cover) [Live]» | 6:10     |  |
| 11. | «Go Down (Cover) [Live]»            | 7:57     |  |

## Personal
- Paul Gilbert – guitarra líder, voz
- Jeff Bowders – batería
- Emi Gilbert – teclados
- Thomas Lang – batería
- Kelly LeMieux – bajo
- Craig Martini – bajo
- Tony Spinner – guitarra rítmica, voz